# Michael Mann (acteur)
Michael Mann Amerikaans acteur, niet te verwarren met de veel bekendere gelijknamige regisseur. Michael Mann verscheen van eind jaren 70 tot begin jaren 80 in vele televisieseries en producties.

## Filmografie
- Cheers televisieserie - The Guy (Afl., Sam at Eleven, 1982)
- Archie Bunker's Place televisieserie - Rabbi Jacobs (Afl., The Trashing of the Temple, 1981|Growing Up Is Hard to Do: Part 1 & 2, 1981)
- Taxi televisieserie - Jim's passagier (Afl., Zen and the Art of Cab Driving, 1981)
- The China Syndrome (1979) - tv Consultant
- All in the Family televisieserie - Rabbi Jacobs (Afl., Stephanie's Conversion, 1979)
- Taxi televisieserie - Peter Nicholson (Afl., Bobby's Acting Career, 1978)
- Every Which Way But Loose (1978) - Church's Manager
- M*A*S*H televisieserie - Sgt. Glassberg (Afl., Major Topper, 1978)
- House Calls (1978) - Assistent tv-regisseur
- Coma (1978) - Tweede technicus
- Smokey and the Bandit (1977) - Hulpsheriff Branford
- All in the Family televisieserie - Dr. Dolby (Afl., Gloria's False Alarm, 1976)
- All in the Family televisieserie - Rev. Harris (Afl., New Year's Wedding, 1976)